# Raúl Aguayo-Krauthausen

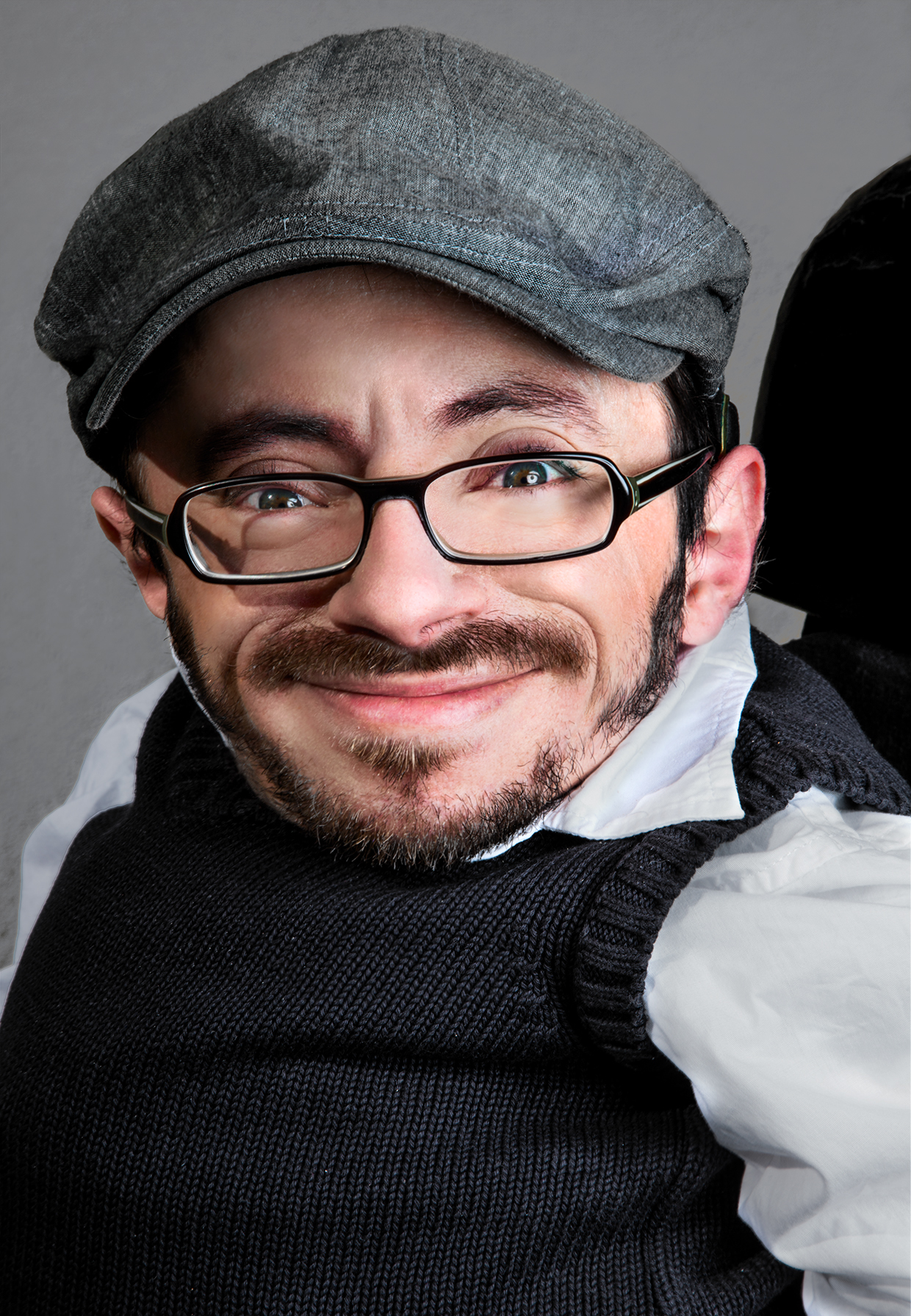
Raúl Krauthausen (2008)

Raúl Aguayo-Krauthausen (* 15. Juli 1980 in Lima, Peru) ist ein deutscher Aktivist, der sich für soziale Projekte einsetzt und selbst einige Projekte ins Leben gerufen hat. Er lebt in Berlin-Kreuzberg. Seit Oktober 2015 moderiert er die Talkshow Krauthausen – Face to Face auf Sport1.

## Leben
Raúl Krauthausen besuchte die Fläming-Grundschule und studierte Gesellschafts- und Wirtschaftskommunikation an der Universität der Künste Berlin sowie Design Thinking an der HPI School of Design Thinking und ist zudem ausgebildeter Telefonseelsorger. Er war für den Berliner Radiosender Fritz tätig und startete zusammen mit seinem Cousin ein Casting für einen Zivildienstleistenden (genannt Die Suche nach dem SuperZivi). Beeindruckt von der Resonanz, gründeten beide den gemeinnützigen Verein Sozialhelden, der sich als Denkfabrik für soziale Projekte versteht. Das Spendenprojekt Pfandtastisch helfen erhielt 2008 den Preis des Startsocial e. V. 2010 begann der Verein das Wiki-Projekt Wheelmap.org. Dort können Nutzer auf der Basis des Creative-Commons- und Open-Data-Projektes OpenStreetMap weltweit die Rollstuhlgängigkeit von Orten und Örtlichkeiten überprüfen beziehungsweise eintragen. 2012 startete er mit Sozialhelden das Projekt Leidmedien.de, eine Internetseite für Journalisten, die beabsichtigen, Menschen mit Behinderungen zu thematisieren. Krauthausen selbst hat Osteogenesis imperfecta (umgangssprachlich Glasknochenkrankheit), ist kleinwüchsig und nutzt einen Rollstuhl. Diese enthält Hinweise für eine Berichterstattung aus einer anderen Perspektive und ohne Stereotypen. Neben der Tätigkeit im Verein gründete er im Jahr 2013 zusammen mit einem weiteren Entwickler Selfpedia.de, eine digitale Auskunft rund um das Leben mit Behinderung. Sein soziales Engagement und seine mediale Präsenz machte ihn zu einem Ansprechpartner für Journalisten, wenn es um die Belange von Menschen mit Behinderungen sowie die Themen Barrierefreiheit oder Inklusion geht.
2014 entwarf er in 3D-Druckverfahren herstellbare Rollstuhlrampen, die Rollstuhlnutzern zur Verbesserung der Überwindung von Bordsteinkanten dienen sollen. Die Druckanleitung stellte er auf seiner Website der Allgemeinheit zur Verfügung. Krauthausen moderiert seit 2016 die Talkshow Challenge – Krauthausen face to face bei Sat.1 Gold, die seit 2019 als Wiederholung im Nachtprogramm von Kabel 1 läuft.
Er war auf Vorschlag der Piratenpartei Nordrhein-Westfalen 2017 Mitglied der 16. Bundesversammlung.
In der am 20. Februar 2017 ausgestrahlten Episode „In Einrichtungen für Menschen mit Behinderung – was passiert, wenn keiner hinsieht“ der Investigativ-Reihe Team Wallraff – Reporter undercover war er als Interviewpartner zu sehen. 2018 spielte er sich selbst in der Comedy-Fernsehsendung jerks (Folge 14). Krauthausen ist auch auf YouTube und Twitter aktiv. Zur Bundestagswahl 2017 moderierte er das YouTube-Magazin re:sponsive.
Im März 2021 nahm Raúl Krauthausen zusammen mit Sozialhelden beim 48-stündigen Hackathon Update Deutschland teil. Bei diesem digitalen Gemeinschaftsprojekt unter der Schirmherrschaft der Bundesregierung ging es darum, Lösungen für die großen Probleme der Gesellschaft zu finden.
Seine Kolumne Selbstbestimmt beim MDR startete im Mai 2021. Auch dort spricht er über die Themen Behinderung und Inklusion.
Im Mai 2022 startete sein Interview-Podcast Im Aufzug.
Krauthausen hat eine Lebensgefährtin, die ebenfalls behindert ist und einen Rollstuhl nutzt.

## Auszeichnungen

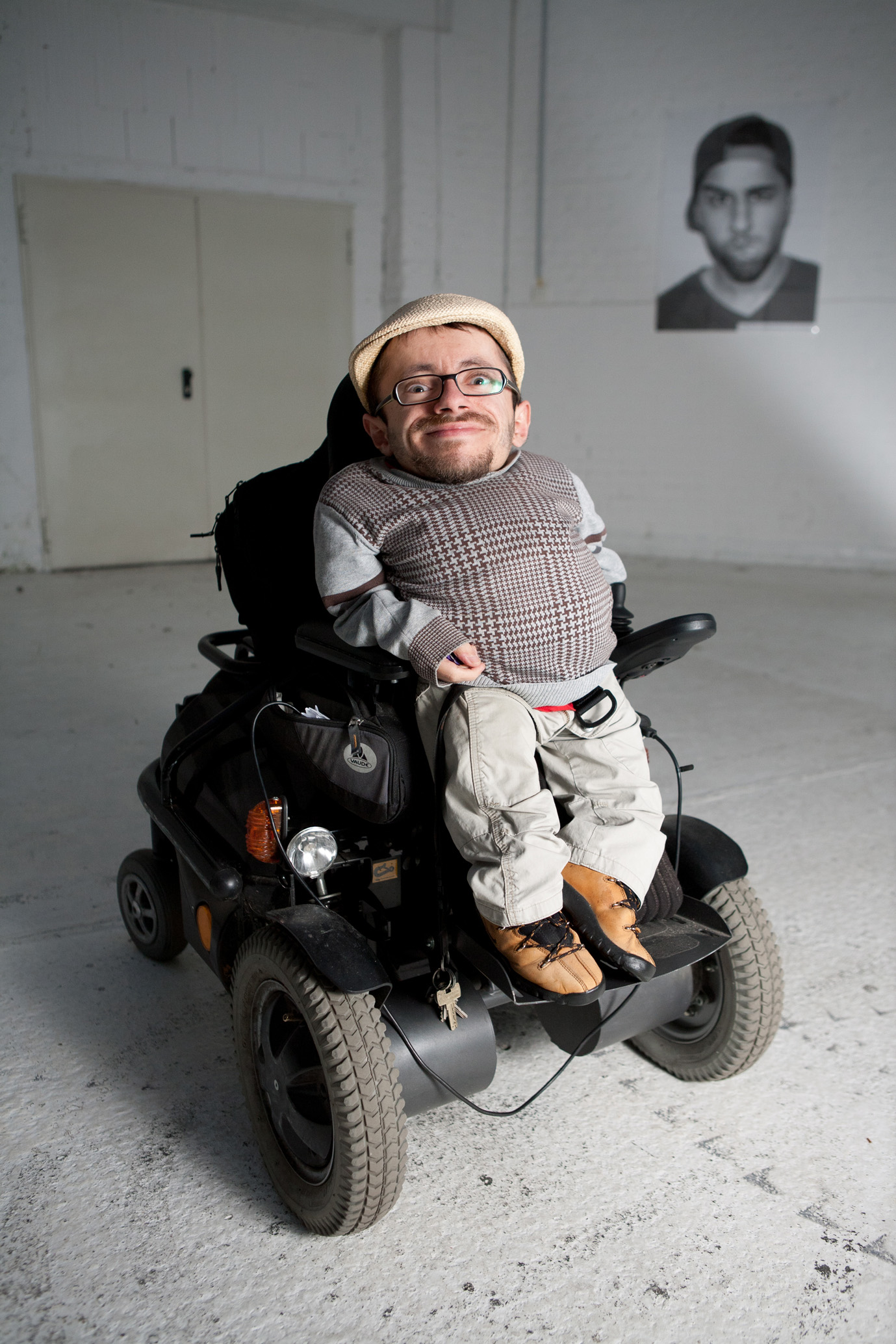
Raúl Krauthausen mit Rollstuhl

- 2009: Deutscher Engagementpreis (mit den Sozialhelden)[12]
- 2010: Deutscher Bürgerpreis (mit den Sozialhelden)[13]
- 2010: Ernennung zum Ashoka-Fellow[14]
- 2010: Inca-Awards 2010 in Bronze (mit den Sozialhelden)[15]
- 2011: Vodafone Smart Accessibility Award 2011 (mit den Sozialhelden)[16]
- 2013: Bundesverdienstkreuz am Bande für sein Engagement mit den Sozialhelden, überreicht von der damaligen Bundesministerin für Arbeit und Soziales, Ursula von der Leyen (10. April 2013)[17]
- 2017: Mitglied der 16. Bundesversammlung, nominiert von der Piratenpartei[18]
- 2018: Grimme Online Award
- 2018: Silvio-Meier-Preis
- 2023: Bildungspreis der Hochschule Ansbach

## Publikationen
- Mit Marion Appelt: Dachdecker wollte ich eh nicht werden: Das Leben aus der Rollstuhlperspektive. Rowohlt Verlag, Reinbek 2014, ISBN 3-499-62281-5.
- Dachdecker wollte ich eh nicht werden: Mein Leben im Rollstuhl – Kurzfassung in Einfacher Sprache. Spaß am Lesen Verlag, Münster 2015, ISBN 3-944668-38-3.
- Mit Benjamin Schwarz: Wie kann ich was bewegen? Die Kraft des konstruktiven Aktivismus. Edition Körber, Hamburg 2021, ISBN 978-3-89684-291-6.
- Wer Inklusion will, findet einen Weg. Wer sie nicht will, findet Ausreden. Rowohlt 2023, ISBN 978-3-49901-029-3.
- Mit Adina Hermann: Als Ela das All eroberte Carlsen Verlag, Hamburg 2024, ISBN 978-3-551-52246-7.